# El ojo santo: la ideología en las religiones y la televisión
El ojo santo: la ideología en las religiones y la televisión es un libro escrito por el hondureño Julio Escoto y publicado por la Editorial Universitaria de la Universidad Nacional Autónoma de Honduras en 1990.
En 2014 fue lanzada una versión ampliada del libro.

## Argumento
En el libro, el autor realiza una crítica a las estructuras religiosas, considerándolas entidades de dominio, considerando el impacto social y político que tienen sobre el pueblo hondureño. Al mismo tiempo, se realiza una crítica referente al consumo de la televisión en la cultura del país, tomando como base el tipo de contenido que se transmite al aire. También se realiza una crítica al uso del internet, en ella, Escoto afirma que ha encontrado grandes ventajas con la evolución del internet, y que al contrario de lo que se cree, esto no supone la extinción de los libros físicos, sino que es una ventana para la obtención de libros tanto físicos como digitales.